# Слупський Василь Петрович
Слупський Василь Петрович (1922, село Клубівці, Тлумацький повіт, Австро-Угорщина — 1974, Тисмениця, УРСР) — український військово-політичний діяч, член ОУНР, провідник станиці ОУНР Клубівці №7 району Тисмениця ОУНР. 

## Життєпис
Народився 1922 року в селі Клубівці Тлумацького повіту в селянській родині.
Закінчив чотири класи місцевої початкової школи. У 1930-х роках брав участь у діяльності місцевого осередку СУПМ імені М. Драгоманова «Каменярі» та читальні товариства «Просвіта». У період німецької окупації, ймовірно, став членом ОУНР. 
У листопаді 1944 року приєднався до боївки СБ району ОУН Тисмениця в чині стрільця. Восени цього ж року перейшов до СКВ «Клубівці» №2, де виконував обов’язки стрільця та зв’язкового до станиці ОУН Погоня. У 1945 році отримав поранення в бою з більшовиками. У підпіллі отримав псевдо Голуб; у різні періоди мав різне озброєння, зокрема гвинтівку, пістолет-кулемет, кулемет та гранати.   
У жовтні 1946 року був призначений на посаду провідника станиці ОУН «Клубівці» №7. Його вважають причетним до загибелі кулеметника СКВ «Клубівці» №2 Йосифа Баб'яка (псевдо Вихор). 
14 серпня 1947 року зголосився з повинною до Тисменицького РВ МДБ, а вже через кілька днів, 17 серпня 1947 року, у районній газеті «За соціалістичну працю» покаявся та закликав до здачі «доки не пізно» провідника СКВ «Клубівці» №2 Федора Сенюка та інших повстанців зі складу Тисменицького районного проводу ОУН.   
Згодом проживав у Тисмениці, де одружився та виховував дітей. Працював на місцевій хутровій фабриці. Загинув у 1974 році внаслідок ураження електричним струмом. Похований у Тисмениці.  